# スーラト攻囲戦
スーラト攻囲戦 (土: Surat Kuşatması) は1554年の秋、インドのスーラトにいたオスマン帝国海軍提督のセイディ・アリ・レイスの艦隊を、ポルトガルが攻撃した戦い。

## 背景
セイディ・アリ・レイスはオスマン帝国艦隊を率いて1554年7月2日にバスラから出港し、スエズに向かった。彼は、8月9日にホルムズで、8月25日にマスカットでポルトガルと戦った。艦隊は、アラビア海の沖合でサイクロンに巻き込まれ、10日間東に漂流し、インドのグジャラートの海岸に達した。
艦隊はダマン港に滞在していたが、現地の支配者メリク・エセドからポルトガルの艦隊が接近しているとの情報を得た。彼は脱出を図り、バスラ出航の三ヶ月後、スーラト港に到着した。

## 戦い
スーラトに上陸したセイディ・アリ・レイスは、地元の人々と支配者に歓迎された。当時、グジャラート王国はポルトガルの来航と2代前の王の死(暗殺)と先代の王の死(暗殺)を原因とする混乱状態にあり、外来の支援者は貴重だった。
即位したばかりの若い王を支持する貴族たちは王に従わない貴族と戦っており、オスマン艦隊からは銃手200名あまりが引き抜かれ、反乱側の拠点、バルーチを攻撃する王軍に加えられた。
インドのポルトガル各拠点から集められた大型ガレオン7隻とその他80隻からなるポルトガル艦隊がオスマン艦隊の残余を叩くべくスーラトを攻撃した。艦砲による攻撃が上手く行かなかったことで、ポルトガル軍は陸上からの攻撃に切り替えた。
セイディ・アリ・レイスと残りの船員達は陸上に上がり、塹壕を掘って約2ヶ月、地元軍とともに防衛戦に務めた。彼は命を狙われたがこれを切り抜けた。
その間にバルーチを攻略したグジャラートの王軍は、王を含む主力はアーメダバードで起きた反乱を鎮圧するために帰還したが、象を伴う分遣隊をスーラトに送った。
援軍の到着によって、ポルトガルは撤退した。

## その後
戦いは終わったが、オスマン艦隊は限界に達していた。船は航海に耐えられないほど傷んでおり、過去2年近く無給だった船員たち（王軍に雇われていた者は、そこで日払いで給与を得ていた）は、エジプトへの帰還は不可能だと訴え、彼らの大部分はこのままグジャラートに仕えたいと主張した。
セイディ・アリ・レイスは艦隊を解散し、残った船と資材（大砲）の売却交渉をグジャラートの当局者と行った。代金は直接イスタンブールの宮廷に送るものとし、それを示す証書を受け取った。
同行することを選んだ50名ほどの部下とともに、セイディ・アリ・レイスは1554年11月末、ひとまずはグジャラートの都であるアーメダバードに向けて出発した。
以後、2年半におよぶ旅の始まりである。